# HD 157819
Désignations
HD 157819 est la désignation du catalogue Henry Draper d'une étoile de la constellation de l'Autel. Elle est faiblement visible à l'œil nu avec une magnitude apparente de 5,94 et se trouve à environ 1 000 années-lumière de la Terre. Elle a un type spectral G8 II-III, indiquant qu'il s'agit d'une naine jaune qui se situe quelque part entre une géante et une géante lumineuse de son évolution.